# شونکیچی هامادا
شونکیچی هامادا (انگلیسی: Shunkichi Hamada; ۱۹ اکتبر ۱۹۱۰ – ۷ دسامبر ۲۰۰۹.) ورزشکار هاکی روی چمن اهل ژاپن بود.
وی در مسابقات کشوری و بین‌المللی در مجموع برندهٔ ۱ مدال نقره شده‌است.